# Národní park Mount Rainier
Národní park Mount Rainier je národní park ve Spojených státech amerických, ve státě Washington a v okresech Pierce a Lewis. Stal se jedním z nejdříve vyhlášených národních parků v USA, byl totiž založen 2. března 1899 jako pátý v pořadí. Do parku patří celá hora Mount Rainier, 4 392 metrů vysoký stratovulkán. Hora se zvedá nad okolní krajinou místy 490 metrů, někde také 4 300 metrů a je také nejvyšším bodem Kaskádového pohoří. Okolo ní se vyskytují údolí, vodopády, lučiny, starobylé lesy a 26 ledovců. Často je vrchol vulkánu zahalený v mracích, ze kterých prší či sněží, a tak zůstává skryt návštěvníkům parku.
Horu samotnou obkličují stezka Wonderland Trail a četné ledovce o rozloze až 91 km². Carbonský ledovec je nejobjemnějším ledovcem v pevninských Spojených státech, zatímco Emmonsův ledovec je tím nejrozsáhlejším. Okolo milionu a tří set tisíc lidí navštíví park ročně. Mount Rainier je populárním vrcholem pro horolezce, 10 tisíc se o výstup pokouší každý rok, přibližně 25 % pak dosáhne cíle.
Do parku patří také výjimečné subalpinské lučiny a až 370 km² pralesů.

## Historie
97 procent parku je chráněno Národním programem pro ochranu divočiny jako divočina. Do této části patří od roku 1988 také národní divočiny Clearwater a Mount Rainier, které sousedí s Divočinou Tatoosh. V roce 1997 byl park vyhlášen také Národní historickou památkou pro svou architekturu, především díky hotelu Paradise Inn z první poloviny dvacátého století. Park je také zapsán v Národním registru historických míst.
V lednu 2012 byla v parku zastřelena Margaret Anderson, která sloužila jako ranger v parku, když zastavovala vozidlo. Podezřelý Benjamin Colton Barnes z místa činu utekl a skryl se v parku samotném, načež místní úřady vyhlásily jeho stíhání. Den poté bylo však nalezeno jeho tělo.

### Původní obyvatelé
Nejstarší důkazy lidské aktivity v oblasti byly nalezeny vedle stezky Bench Lake Trail a jsou staré mezi čtyřmi a šesti tisíci lety.
Podstatnějším archeologickým nálezem byl kamenný úkryt byl nalezen na břehu potoka Fryingpan Creek, východně od hory Goat Island Mountain. V úkrytu byly nalezeny předměty potřebné pro lov. Kulturní podobnosti poukazují na to, že úkryt byl nejspíše používán jedním z kmenů Columbijské náhorní plošiny před třemi sty až tisícem let.
V roce 1963 podepsala správa amerických národních parků smlouvu s Washington State University, která pak zkoumala využití oblasti původními obyvateli. Richard D. Daugherty vedl archeologickou výpravu a zjistil, že prehistoričtí lidé využívali oblast nejhojněji před čtyřmi až osmi tisíci lety. Allan H. Smith kontaktoval starší zástupce původních obyvatel a studoval etnografickou literaturu, nenašel ale žádný důkaz, že by byla oblast v minulosti permanentně obydlena. Park byl ale užíván k lovu a sbírání, také zde původní obyvatelé plnili rituální úkoly a výpravy. Smith také podal teorii, že park byl rozdělen mezi pěti kmeny původních obyvatel: Nisquallijcy, Puyallupy, Muckleshooty, Yakamy a Taidnapamy. Další studie ale zvrátili teorii toho, že by původní obyvatelé vytvářeli hranice než se setkali se Spojenými státy.

### Založení parku
2. března 1899 schválil vytvoření nového národního parku prezident Spojených států William McKinley. Park se stal pátým v historii Spojených států a prvním, který byl vytvořen z národního lesa. Území bylo předtím zahrnuto v Pacifické lesní rezervaci. Ta byla v roce 1897 rozšířena a přejmenována na Lesní rezervaci Mount Rainier. John Muir se svou družinou, do které patřil také P. B. Van Trump, byli první, kdo vyšplhal na vrcholek hory Mount Rainier. Muir byl výletem velice ovlivněn a začal se věnovat ochraně přírody. Národní lesy, tehdy zvané lesní rezervace, vytvářel na americkém západě Gifford Pinchot, vůdce americké lesní správy. Muir ale chtěl chránit území národním parkem, bohužel, v devadesátých letech devatenáctého století nezískal ani příliš veřejné podpory. Muir ale přesvědčil organizaci Sierra Club, aby začala chránit Mount Rainier jako národní park, brzy se připojila i National Geographic Society, která zde chtěla studovat vulkanismus a glaciologii. K podpoře se přidaly i komerční společnosti z Tacomy a Seattlu, dále také železnice Northern Pacific Railway. Snaha trvala pět let a zahrnovala šest návrhů americkému Kongresu. Kongres souhlasil s podmínkou, že půda není vhodná pro zemědělství ani těžbu a že nebude muset uvolnit žádné federální fundy na otevření parku.

### Záplavy v roce 2006
Park byl uzavřen 6. listopadu 2006 kvůli povodni, která byla důsledkem bouře Pinneaple Express, když za 36 hodin napadlo 460 mm srážek. Tábořiště a cesty v celém parku byly odplaveny. Turistické atrakce Paradise a Longmire byly odříznuty od elektřiny. 5. května 2007 byl přístup k parku obnoven po Washington State Route 706.

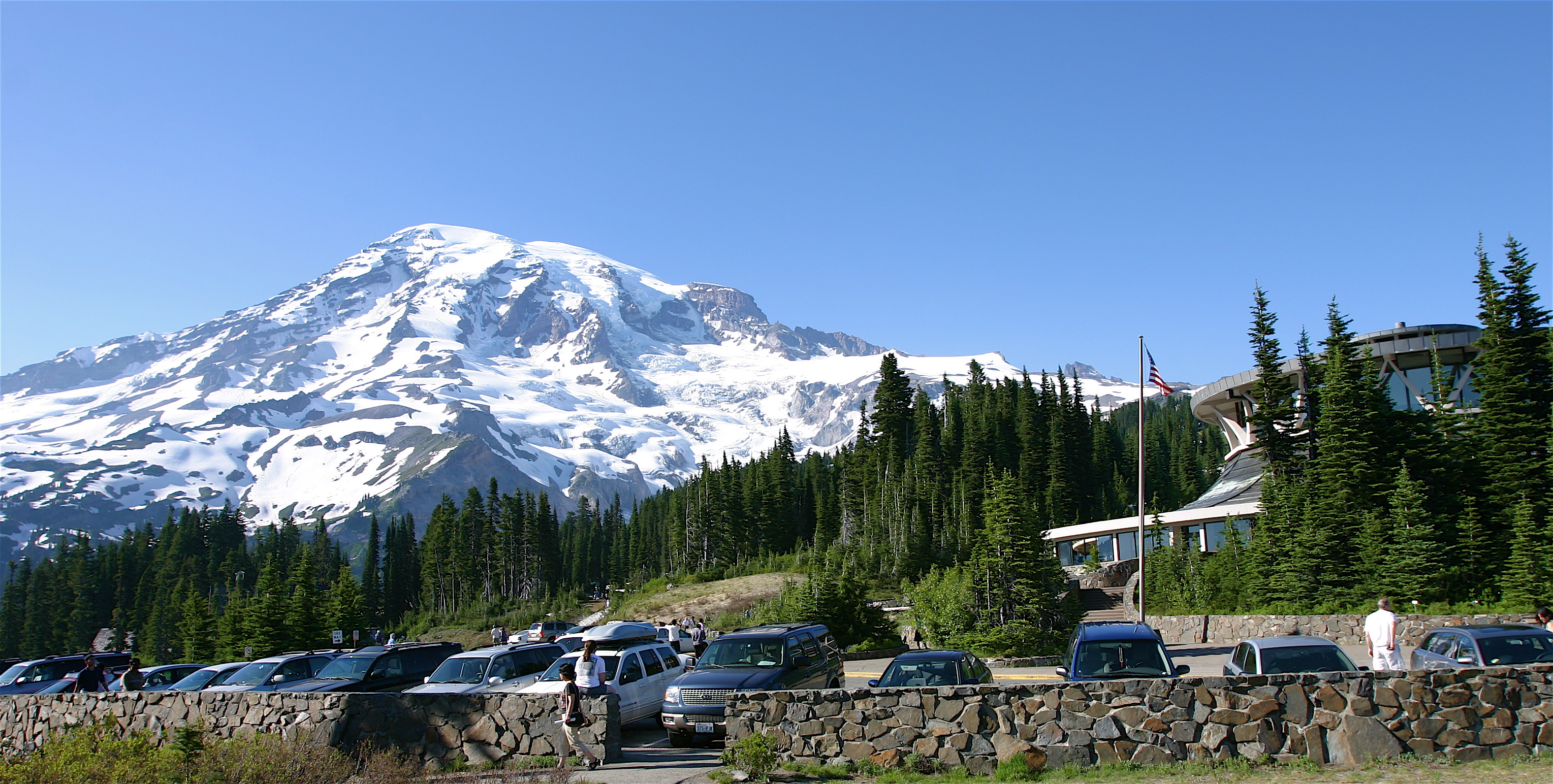
Mount Rainier z Paradise.

## Podnebí
| Paradise. WA – podnebí                 | Paradise. WA – podnebí | Paradise. WA – podnebí | Paradise. WA – podnebí | Paradise. WA – podnebí | Paradise. WA – podnebí | Paradise. WA – podnebí | Paradise. WA – podnebí | Paradise. WA – podnebí | Paradise. WA – podnebí | Paradise. WA – podnebí | Paradise. WA – podnebí | Paradise. WA – podnebí | Paradise. WA – podnebí |
| Období                                 | leden                  | únor                   | březen                 | duben                  | květen                 | červen                 | červenec               | srpen                  | září                   | říjen                  | listopad               | prosinec               | rok                    |
| -------------------------------------- | ---------------------- | ---------------------- | ---------------------- | ---------------------- | ---------------------- | ---------------------- | ---------------------- | ---------------------- | ---------------------- | ---------------------- | ---------------------- | ---------------------- | ---------------------- |
| Průměrné denní maximum [°C]            | 0,2                    | 1,3                    | 2,3                    | 5,3                    | 9,2                    | 12,2                   | 16,8                   | 17                     | 13,9                   | 8,7                    | 2,6                    | 1,9                    | 7,6                    |
| Průměrné denní minimum [°C]            | −6,4                   | −5,8                   | −5,4                   | −3,5                   | −0,3                   | 2,6                    | 5,9                    | 6,4                    | 4,3                    | 0,4                    | −3,6                   | −6,1                   | −1,0                   |
| Průměrné srážky [mm]                   | 443,5                  | 308,9                  | 295,4                  | 195,1                  | 126,2                  | 108,5                  | 44,5                   | 64,8                   | 136,9                  | 255                    | 411,2                  | 455,9                  | 2 845,9                |
| Zdroj: Western Regional Climate Center |                        |                        |                        |                        |                        |                        |                        |                        |                        |                        |                        |                        |                        |

## Turistické atrakce
Celý park byl vyhlášen národním historickým památkovým obvodem v únoru 1997, což bylo učiněno za účelem uznání vysokého standardu designu a dobré ochrany budov rustikální architektury. V parku se teď nachází 42 míst, která jsou zařazena do národního rejstříku historických míst, a čtyři z nich jsou dokonce národní historické památky.

### Paradise
Paradise je název místa na jižním svahu Mount Rainier v nadmořské výšce zhruba 1 600 metrů. Jedná se o nejpopulárnější turistickou atrakci v parku. 62 % z 1,3 milionu lidí, kteří navštívili park v roce 2000, zavítalo i sem. Nachází se zde historický hotel Paradise Inn a turistické centrum Henryho M. Jacksona.
Správa amerických národních parků prohlásila, že místo je nejvíce zasněžené s pravidelně měřenými sněhovými srážkami na světě. 28,5 metru v zimě 1971/72 je stále světový rekord.

### Longmire
Longmire je turistické centrum, které leží 10,5 km východně od Nisquallijského vjezdu. Centrum leží v údolí řeky Nisqually v nadmořské výšce 842 metrů. Obklopují ho lesy douglasek, zeravů obrovských a jedlovců západních.
V Longmiru se nachází motel National Park Inn, muzeum a budova administračního centra parku z roku 1928, která nyní slouží jako informační centrum. National Park Inn je jediným ubytováním v parku, které je dostupné celý rok.
Po Paradisu je Longmire druhou nejoblíbenější turistickou atrakcí v parku. Zavítalo sem 38 % z 1,3 milionu lidí, kteří navštívili park v roce 2000. Tábořiště Cougar Rock se nachází tři kilometry severovýchodně od Longmiru. Longmire je jedním ze startovních bodů stezky Wonderland Trail.

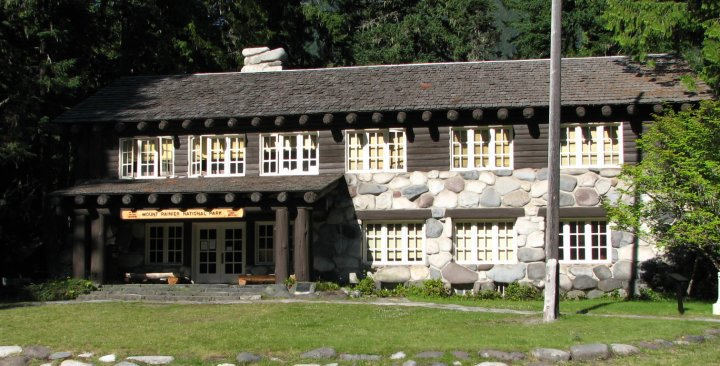
Budova správy národního parku v Longmiru.

### Sunrise
Sunrise je turistické centrum v severovýchodní části parku. V nadmořské výšce 1 950 metrů je nejvýše položeným místem parku, které je zpřístupněno vozidlům. Kolem se nachází kilometry turistických stezek, především Wonderland Trail. Sunrise je spojeno s šestnáct kilometrů vzdálenou Washington State Route 410.

### Další atrakce
Ohanapecosh je tábořiště, turistické centrum a stanice rangerů v jihovýchodní části parku, zhruba 4,8 km od hranic parku po silnici Washington State Route 123. Nachází se v hlubokém údolí obklopeném pralesy v nadmořské výšce 610 metrů a je jediným rozvinutým místem v parku, odkud není vidět hora Mount Rainier. Nedaleko se nachází teplé prameny a také vodopády Silver Falls.
Vstupní stanice Carbon River se nachází v severozápadním rohu parku a je jediným místem v parku, kde se nachází deštný les. Nachází se zde také tábořiště a krátká stezka vedoucí do deštného lesa.
Mowichské jezero je největší a nejhlubší jezero v parku a leží jižně od vstupní stanice Carbon River, na silnici Washington State Route 165. V okolí jezera je tábořiště a turistická stezka.
Dvě hlavní silnice na severozápadě parku (WSR 165 a Carbon River Rd) byly poškozeny při záplavách v roce 2006. Stanice rangerů na Carbon River je vybavená personálem pouze v létě. Žádná motorová vozidla nesmí jet dál.